# Franciscus Gomarus
Franciscus Gomarus (Franz Gomar, François Gomaer, 1563-1641) (Bruges, 30 de Janeiro de 1563 - Groningen, 11 de Janeiro de 1641), foi teólogo, calvinista e professor de teologia da Universidade de Leiden. Foi um ferrenho opositor das teorias religiosas de Jacobus Arminius, o qual foi formalmente julgado durante o Sínodo de Dort (1618-1619).

## Vida
Seus pais, tendo abraçado os princípios da Reforma, emigraram para o Palatinato em 1578, para respirar os ventos da liberdade e poderem professar a sua nova fé, portanto, enviaram o seu filho para ser educado em Estrasburgo aos cuidados do filósofo e matemático alemão Johann Sturm. Ele lá permaneceu durante três anos, e em 1580 foi para Neustadt, onde os professores de Heidelberg tinham sido expulsos pelo eleitor-palatino porque eles não eram Luteranos. Aqui seus professores foram Zacharias Ursinus (1534-1583), Hieronymus Zanchius (1560-1590), e Daniel Tossanus (1541-1602). Indo depois para a Inglaterra no fim de 1582, ele frequentou as aulas de John Rainolds (1549-1607) na Universidade de Oxford, bem como as aulas de William Whitaker (1548-1595) na Universidade de Cambridge. Se formou em Cambridge em junho de 1584, e depois foi para Heidelberg, onde a faculdade tinha sido reestabelecida com a morte de Ludwig VI, tendo o seu irmão Johann Casimir restaurando os antigos cargos da universidade e onde permaneceu durante dois anos. Foi pasto da Igreja Reformada da Holanda em Frankfurt de 1587 até 1593, quando a congregação foi dispersa por causa das perseguições. Em 1594 foi nomeado Professor de Teologia da Universidade de Leiden, e antes de ir para lá recebeu da Universidade de Heidelberg o seu diploma de doutorado.

## Teologia
Ele ensinou tranquilamente em Leiden até 1603, quando Jacobus Arminius veio a ser um dos seus colegas da faculdade de teologia, e começou a ensinar aquilo que considerou ser essencialmente como as doutrinas de Pelágio e com o fim de criar uma nova escola de teologia dentro da universidade. Gomarus imediatamente assumiu a função de oposição a essas crenças em suas aulas no colégio, e foi apoiado por Johann Bogermann (1570-1637), que mais tarde se tornaria Professor de Teologia em Franeker. Gomarus tornou-se então o líder dos opositores de Arminius, e os seus seguidores foram chamados de Gomaristas.
Por duas vezes ele travou um combate pessoal contra Arminius na assembléia dos Estados Holandeses em 1608, e foi um dos cinco Gomaristas que enfrentaram cinco Arminianos ou Remonstrantes na mesma assembleia de 1609. Por ocasião da morte de Arminius pouco depois dessa época, Konrad Vorstius, que simpatizava com as idéias de Arminius, foi nomeado para sucedê-lo, apesar da oposição de Gomarus e de seus amigos. Gomarus ficou ofendido com a derrota, renunciou ao posto, e foi para Middelburg em 1611, onde se tornou pregador da Igreja Reformada, e ensinou teologia e hebraico na recém fundada Illustre Schule.
Mais tarde, em 1614, ele foi convidado para uma cadeira de teologia na Academia de Saumur, onde ele permaneceu quatro anos, e depois aceitou um convite como professor de teologia e hebraico na Universidade de Groningen, onde permaneceu até seus últimos dias em 11 de Janeiro de 1641. Gomarus, apesar de sua função como professor de hebraico, era favorável às restrições aos judeus.

## Sínodo de Dordrecht
Gomarus teve papel preponderante no Sínodo de Dordrecht, ocorrido em 1618 com o fim de julgar as doutrinas de Arminius. Ele era pessoa hábil, entusiasta e erudita, um considerável erudito oriental, e também um tanto controversista. Ele tomou parte na equipe de revisão da tradução holandesa do Velho Testamento em 1633, e depois de sua morte, um livro de sua autoria, chamado Lyra Davidis, foi publicado, o qual procurava explicar os princípios da métrica hebraica, e a qual criou alguma controvérsia na época, tendo sido criticada por Louis Cappel (1585-1658). As suas obras foram reunidas e publicadas em um único volume folio, em Amsterdam, em 1645. Em Groningen, ele foi sucedido pelo seu aluno Samuel Maresius (1599-1673).

## Obras
- Anticosterus: seu Enchiridii Controversiarum Praecipuarum Nostri Temporis De Religione, a Francisco Costero ... conscripti, Refutatio (refutación de Francisco Costero, teólogo jesuita), 1599
- Historie vande Spaensche Inquisitie: Uutgestelt door exempelen, op datmen die te beter in dese laetste tijden vertaen mach, 1569
- Capitum argumentis et notas ad marginem (comentarios y notas) al Defensor Pacis de Marsilio de Padua, 1592
- Conciliatio doctrinae orthodoxae de providentia Dei, 1597
- Francisci Gomari Proeve van M. P. Bertii Aenspraeck. Ter eeren der waerheydt, tot toutsinge van de geesten, die in de ware Religie, verandering soecken in te bringen, ende tot stichtinge der Gemeynte, uytgegeven ..., 1610
- Twee dispvtatien van de goddelijcke predestinatie, d'eene by doct. Franciscvs Gomarvs, d'ander by doct. Iacobvs Arminivs, beyde professoren inde Theologie tot Leyden, tot ondersoeck der waerheyt, ende oeffeninge der Ieucht, inde hooghe schole aldaer openbaerlijck voorghestelt int Iaer 1604, 1610
- Accoort Vande Recht-sinnige Leere der Voorsienicheyt Gods, 1613
- Investigatio Sententiae Et Originis Sabbati, 1628
- Examen controversiarum de genealogia Christi, 1631
- Davidis lyra. Seu nova Hebraea S. Scripturae Ars Poetica, canonibus suis descripta, et exemplis sacris, et Pindari ac Sophoclis paralellis demonstrata, 1637
- Francisci Gomari Brugensis viri clariss. Opera theologica omnia, Joannes Janssonius', 1644
- Opera theologica omnia: maximam partem posthuma, suprema authoris voluntate a discipulis edita cum indicibus necesariis. Deus persiciet pro me. Secundis Curis emendatiora, Joannes Janssonius, 1664